# Боронина (певица)
А́нна Ви́кторовна Боро́нина (род. 5 августа 1986, Волгоград), также известная как просто БОРО́НИНА, — российская певица, артистка лейбла Black Star.

## Биография
Родилась 5 августа 1986 года в Волгограде. Отец певец и барабанщик.
С раннего возраста любила петь, ещё в 4 года дома устраивала концерты. А уже в школе к интересам добавился театр.
После школы поступила на факультет актёрского искусства в Волгоградский государственный институт искусств и культуры, по окончании которого переселилась в 2007 году в Москву.
В Москве обратила на себя внимание диджея Смэша и под псевдонимом Рая Рататуй стала вокалисткой его проекта Fast Food.
Также была лид-вокалисткой поп-группы «23:45». В свою бытность в группе написала песню «Любовь без обмана», которая вошла в саундтрек к фильму «Ёлки» (2010) и была отмечена премией «Золотой граммофон». В итоге проблемы со здоровьем дали толчок к уходу в сольное плавание.

Когда у меня заболел позвоночник и начали отниматься ноги, ребята из группы «23:45» хотели отказаться от меня, посчитав, что я профнепригодна, тем самым предав меня… Судьба свела с продюсером Алексеем Новацким, он решил, что мне нужно уходить в сольную карьеру. Так и произошло, поэтому можно сказать, что предательство пошло мне на пользу".

В 2011 году у Анны состоялся актёрский дебют. Первой работой стала роль Князевой в телесериале «Мужчина во мне» производства компании «Амедиа» по заказу телеканала «ТВ3». Далее последовала маленькая роль в вышедшем в 2013 году на экраны кинофильме «Остров везения».
В 2019 году Анна приняла участие во втором сезоне вокального шоу талантов «Песни» на телеканале «ТНТ». Она выбыла в полуфинале, но в итоге лично Тимати предложил ей контракт со своим лейблом Black Star.
В конце 2019 года Боронина попала в тренды «Ютюба» с вайнерским клипом «Королева караоке».

## Дискография
Сначала издавалась сольно под именем и фамилией — Анна Боронина, а в «Песнях 2» участвовала уже под сценическим именем БОРОНИНА.

### Альбомы
| Название         | Подробности                                                                  |
| ---------------- | ---------------------------------------------------------------------------- |
| «Даю и отпускаю» | - Релиз: 17 декабря 2018 - Лейбл: Nevolin pro - Формат: цифровая дистрибуция |

### Синглы
| Год  | Название                                         | Чарты                           | Чарты                 | Чарты                   | Чарты                | Примечания                   |
| Год  | Название                                         | СНГ                             | СНГ                   | СНГ                     | RU                   | Примечания                   |
| Год  | Название                                         | TopHit Top Radio & YouTube Hits | TopHit Top Radio Hits | TopHit Top YouTube Hits | Zvooq. online Топ-20 | Примечания                   |
| ---- | ------------------------------------------------ | ------------------------------- | --------------------- | ----------------------- | -------------------- | ---------------------------- |
| 2016 | «Уходи»                                          | 727                             | 265                   | —                       |                      | цифровой сингл               |
| 2018 | «#Эмоции»                                        |                                 |                       |                         |                      | цифровой сингл, 16 мар. 2018 |
| 2019 | «Лифчик»                                         |                                 |                       |                         | 6                    | цифровой сингл, 5 мая. 2019  |
| 2019 | «Голодные игры» (AMCHI, Say Mo, БОРОНИНА, Slame) | —                               | —                     | —                       |                      | цифровой сингл, 19 мая 2019  |
| 2019 | «Васаби»                                         | —                               | —                     | —                       | —                    | цифровой сингл, 26 июля 2019 |
| 2019 | «Гаджет»                                         |                                 |                       |                         |                      | цифровой сингл               |
| 2019 | «Каблук»                                         |                                 |                       |                         | 14                   | цифровой сингл, 1 окт. 2019  |
| 2019 | «Королева караоке»                               |                                 |                       |                         | 19                   | цифровой сингл, 5 дек. 2019  |
| 2020 | «Малолетка»                                      |                                 |                       |                         |                      | цифровой сингл, 10 фев. 2020 |
| 2020 | «Местаимения»                                    |                                 |                       |                         |                      | цифровой сингл, 6 мар. 2020  |
| 2020 | «Розовые очки»                                   |                                 |                       |                         |                      | цифровой сингл, 30 мар. 2020 |

## Видеография
| Год  | Название         | Режиссёр           |
| ---- | ---------------- | ------------------ |
| 2019 | Васаби           | Карина Лазарьянц   |
| 2019 | Женя на движении | Артём Сотник       |
| 2019 | Каблук           | Захар Стариков     |
| 2019 | Королева караоке | Карина Лазарьянц   |
| 2020 | Малолетка        | Маша Жемчужина     |
| 2020 | Местаимения      | Станислав Токтаров |
| 2020 | Розовые очки     | Даша Гущина        |

## Фильмография
- «Мужчина во мне» (телесериал, 2011) — Князева
- «Остров везения» (кинофильм, 2013)

## Премии и номинации
| Год  | Премия              | Категория               | Результат | Ист.   |
| ---- | ------------------- | ----------------------- | --------- | ------ |
| 2019 | Best Blogger Awards | Лучшее вайнерское видео | Победа    | [ 29 ] |